# Newman University, Birmingham

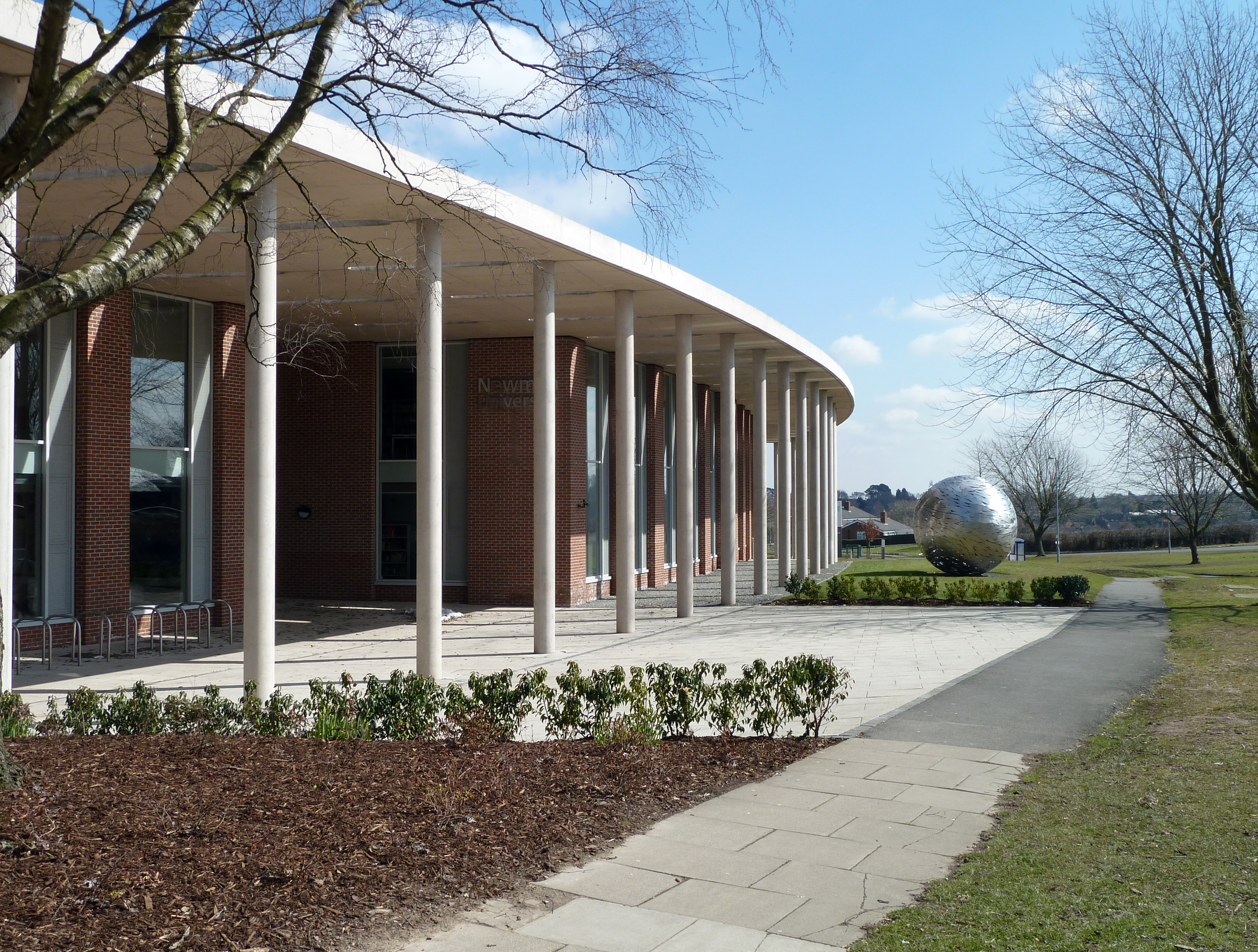
Newman University, Birmingham, Biblioteca

A Newman University é uma universidade pública localizada no subúrbio de Bartley Green, em Birmingham, Inglaterra. A universidade foi fundada em 1968 como Newman College of Higher Education. De 2008 a 2013 foi conhecido como Newman University College, até ganhar o status de universidade completa em 2013. A universidade é 'centrada no aluno'  e oferece cursos em várias áreas, desde a formação de professores, ciências do esporte, ciências humanas e artes liberais.